# Henry Koster
Henry Koster, właśc. Herman Kosterlitz (ur. 1 maja 1905 w Berlinie; zm. 21 września 1988 w Camarillo) – amerykański reżyser filmowy, scenarzysta i producent filmowy pochodzenia niemieckiego. W 1948 nominowany do Oscara za reżyserię filmu Żona biskupa (1947).

## Filmografia
Reżyseria:
- Penny (1936)
- Ich stu i ona jedna (1937)
- Paryżanka (1938)
- Żona biskupa (1947)
- Taniec nieukończony (1947)
- Rewizor (1949)
- Przyjdź do stajni (1949)
- Harvey (1950)
- Nie ma autostrad w chmurach (1951)
- Moja kuzynka Rachela (1952)
- Tunika (1953; inny polski tytuł - Szata)
- Desirée (1954)
- Samotna królowa (1955)
- Cena władzy (1956)
- Naga Maja (1958)
- Historia Rut (1960)
- Pan Hobbs jedzie na wakacje (1962)
- Droga Brigitte (1965)